# Škoda 440
De Škoda 440 (type 970, in de volksmond ook wel Spartak genoemd) was een tussen 1955 en 1971 geproduceerde auto van de Tsjechoslowaakse autofabrikant AZNP (Škoda), die gedeeltelijk in de hoofdfabriek in Mladá Boleslav werd geproduceerd.

## Geschiedenis
In de jaren 50 en 60 maakte de autofabrikant AZNP een serie auto's die in eerste instantie getallen en later namen droegen. Deze hadden nog steeds het conventionele aandrijfprincipe met de motor voorin en achterwielaandrijving. De auto's werden vanaf het begin beschouwd als tussentypes die de tijd moesten overbruggen tot de ontwikkeling van een Tsjechoslowaakse volksauto. Al in 1955 was er sprake van nog eens vier tot vijf jaar, totdat men een geschikt volksautomodel gereed had. Het met vele wendingen verbonden ontwikkelingswerk resulteerde uiteindelijk in de Škoda 1000 MB, een lichtgewicht volwaardige volksauto met achterin geplaatste motor, die in 1964 in productie ging en de vorige Škoda-modellen verving. Alleen de Octavia combi en de 1202 combi werden tot 1971 respectievelijk 1973 parallel gebouwd aan de 1000 MB. Combi-uitvoeringen van de 1000 MB en zijn directe opvolgers bleven prototypes.
Hoewel het tussentype niet echt een volksauto werd vanwege de prijs en het productieaantal, maakten de fraaie vormgeving en degelijkheid het model in brede kring populair. De verschillende modellen waren exporthits, ze werden tot aan Zuid-Amerika en Nieuw-Zeeland verkocht.
De productie van dit zogenaamde tussentype begon in 1955 met de Škoda 440, die in de volksmond ook Spartak werd genoemd en kan gezien worden als een opvolger van de Škoda 1101/1102. Veel onderdelen van dit model werden eenvoudig overgenomen, wat moeilijk te zien is vanwege de aangepaste carrosserie. Tot 1959 werden van dit model 75.417 exemplaren geproduceerd.
In 1957 werd de productlijn uitgebreid met de Škoda 445 (type 985) die een sterkere motor kreeg (9375 stuks gebouwd tot 1959). Daarnaast werd met de Škoda 450 een cabrioletvariant geïntroduceerd (duizend stuks tot 1959).

### Facelift
In 1959 volgde een facelift en werden de modellen als gevolg van het vijfjarenplan hernoemd tot Škoda Octavia (type 985, in plaats van de 440) omdat het de achtste generatie Škoda-auto's vertegenwoordigde, Škoda Octavia Super (type 993, in plaats van de 445) en Škoda Felicia (in plaats van 450). De buitenkant veranderde slechts licht, voorgeschreven was dat 80% van de onderdelen moest worden overgenomen van de voorganger. De ontwikkeling had vrijwel uitsluitend betrekking op de techniek. Als de belangrijkste verbetering werden de bladveren van de vooras vervangen door schroefveren. Verder werden de grille en het dashboard gewijzigd. De koppeling en de aandrijfas werden overgenomen van de Škoda 450. Er werden ook grotere (op opzetstukken geplaatste) achterlichten op de achterspatborden gemonteerd en een tankvulopening aan de zijkant in het rechter achterspatbord.
In 1960 werden twee sportmodellen toegevoegd met de motoren van de beide Škoda Felicia's: De Škoda Octavia TS (Touring Sport, type 995) met een krachtigere 50 pk-motor en de Škoda Octavia 1200 TS (type 999) met een grotere en nog sterkere 55 pk-motor.
In 1961 werden verder gemodificeerde motoren ingevoerd en de interne typeaanduidingen gedeeltelijk gewijzigd (type 702 voor de Octavia en 703 voor de Octavia Super). Van de Octavia en Felicia werden 298.480 exemplaren geproduceerd, waarvan 14.863 Felicia's en 54.086 Octavia Combi's. De Škoda Octavia Combi werd gebouwd in drie generaties: Type 993C (alleen 1961) Type 703C (1961-1969) en type 704 (1969-1971). De laatste uitvoering was gemoderniseerd met onderdelen van de Škoda 100.

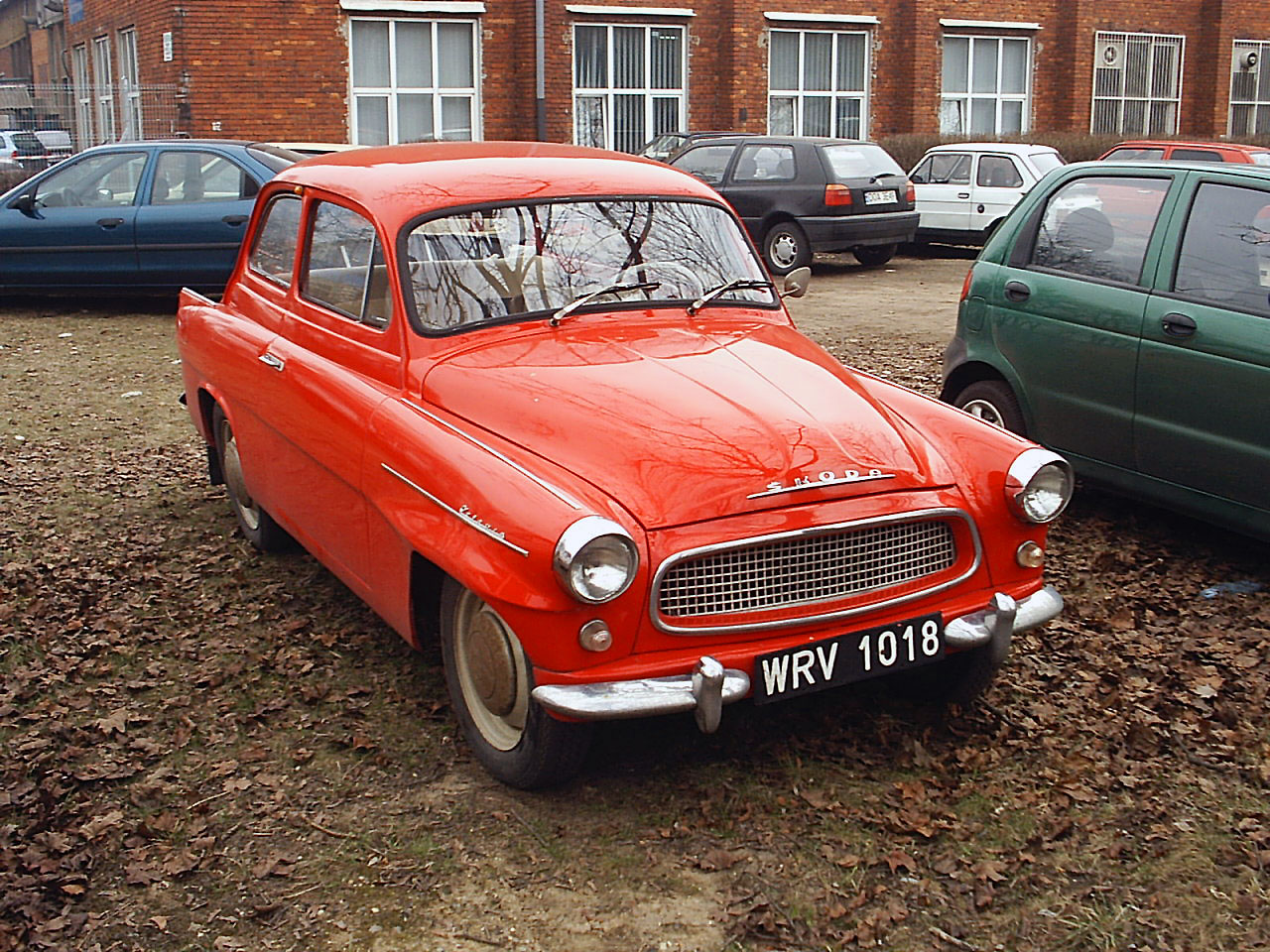
Octavia
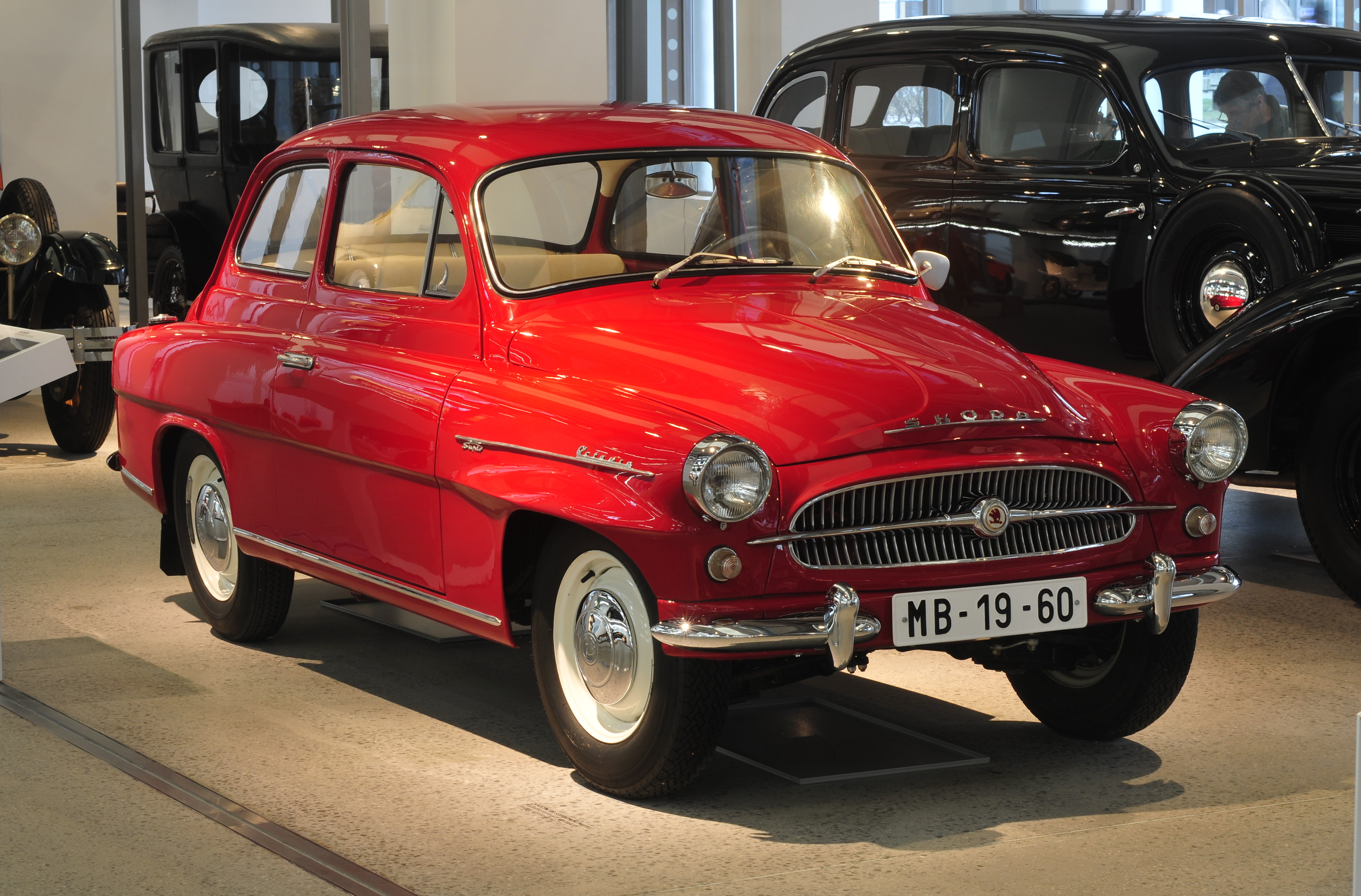
Octavia Super
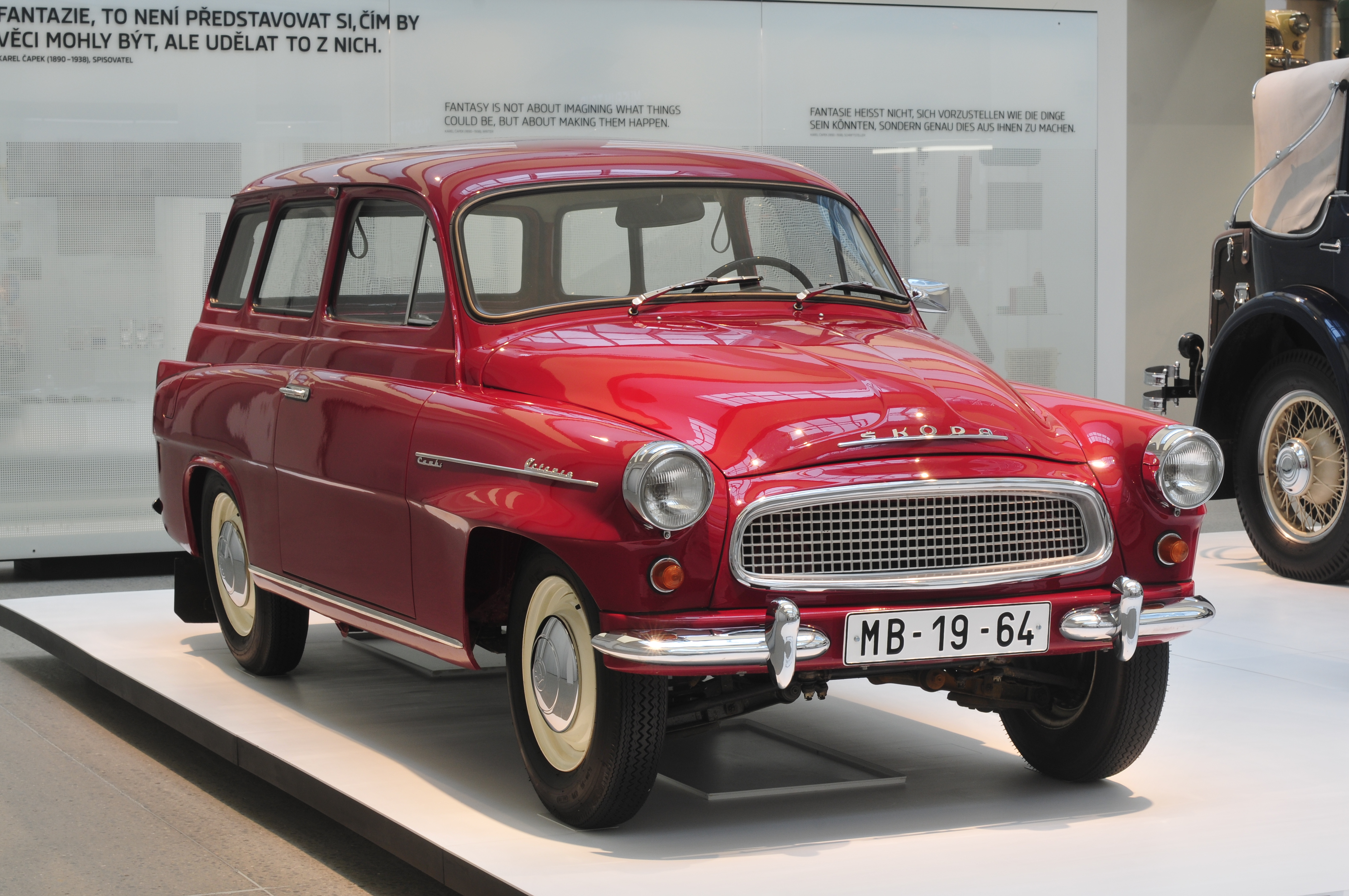
Octavia Combi
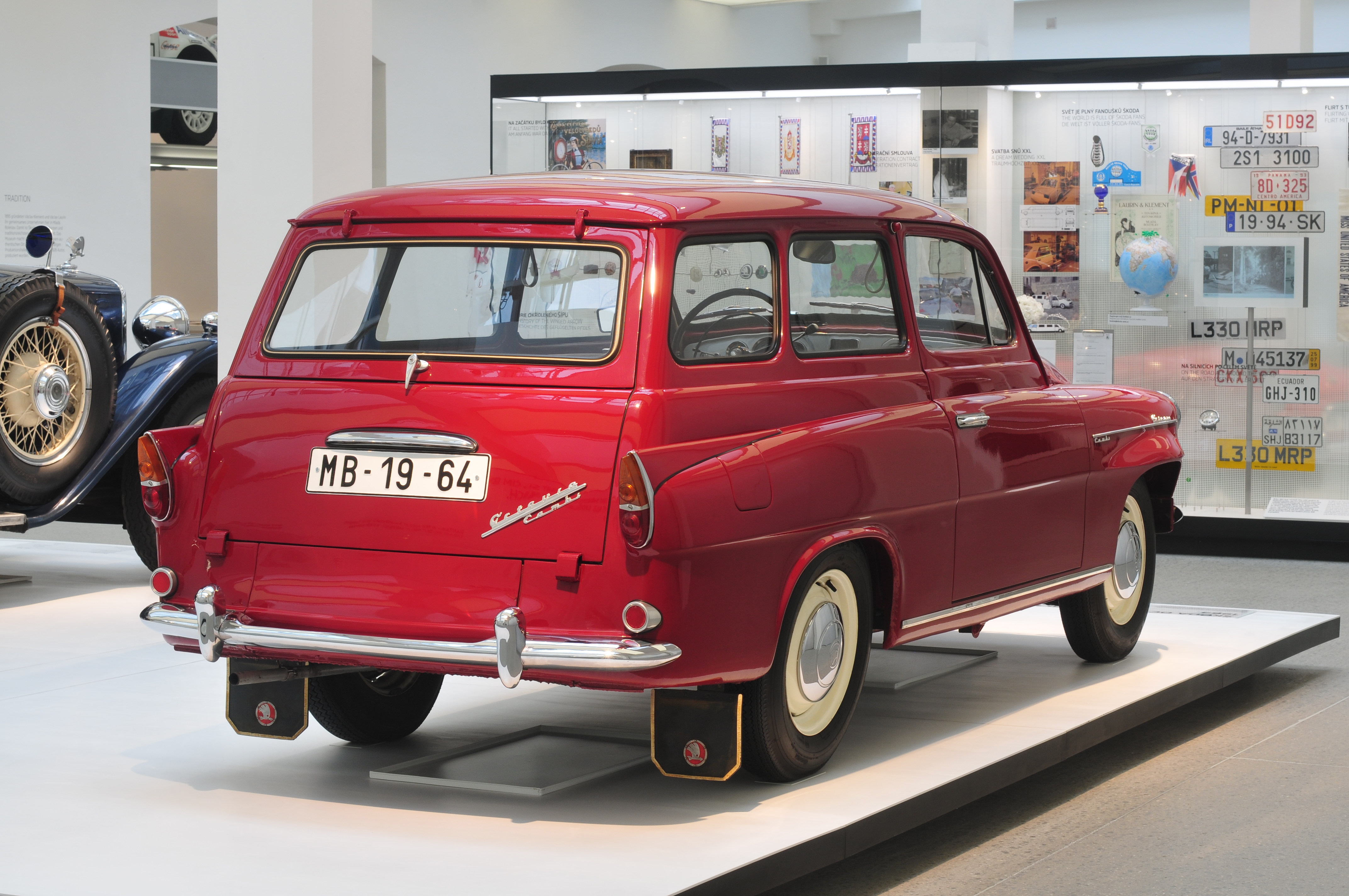
Octavia Combi, achteraanzicht
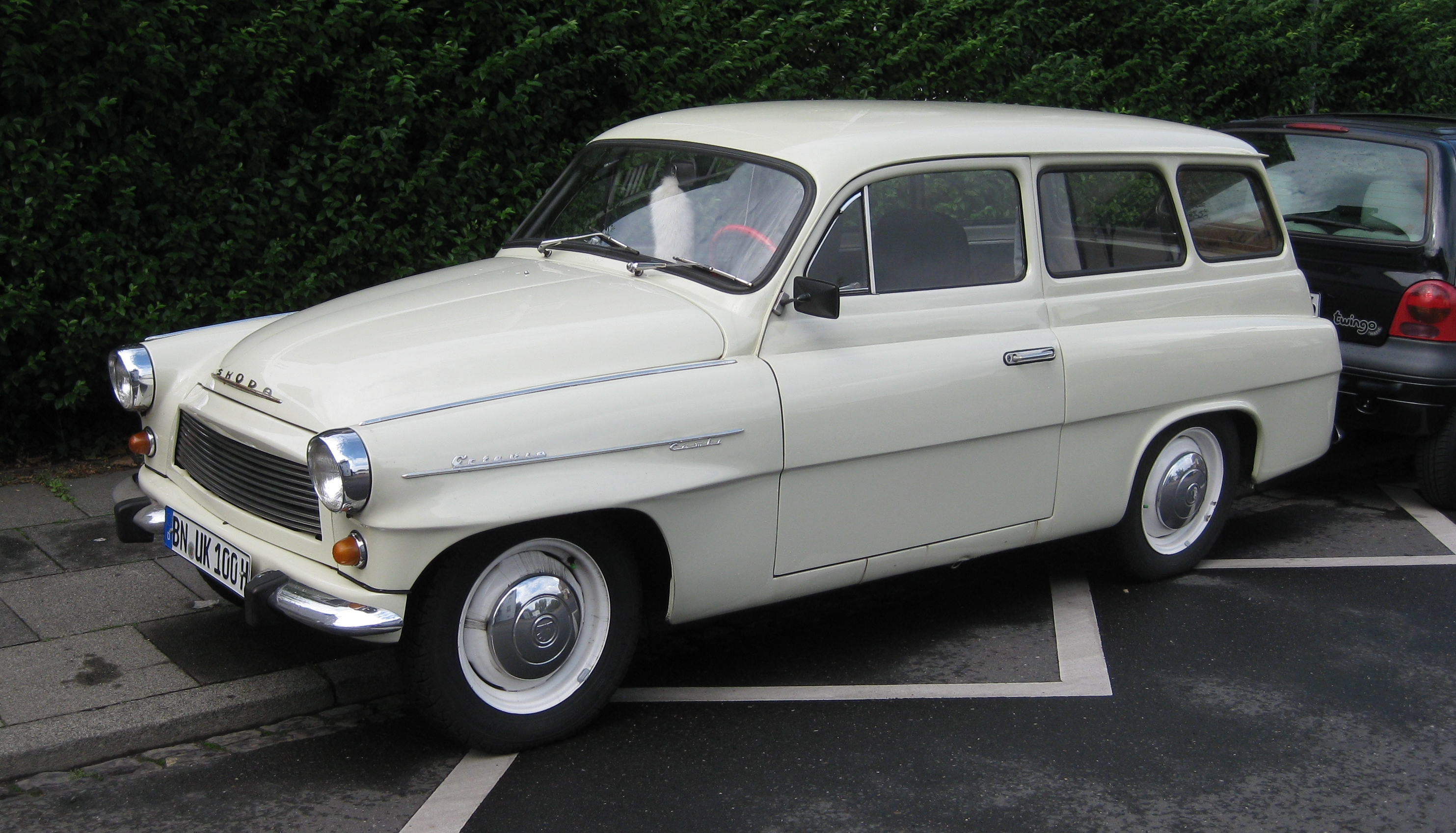
Octavia Combi, eind jaren 60/begin jaren 70

In 1964 werd de sedanversie (Octavia) vervangen door de Škoda 1000 MB met de motor achterin. Voor de cabrioversie Felicia was er geen opvolger en de Octavia Combi zou voor lange tijd de laatste stationcar van Škoda zijn geweest. De productie liep uiteindelijk in 1971 ten einde.
In 1994 werd de naam Felicia opnieuw gebruikt voor de compacte Škoda Felicia. Evenzo werd de naam Octavia opnieuw gebruikt voor de nieuwe Škoda Octavia.

### Techniek
De auto's hebben een centraal buischassis en een voorin geplaatste viertakt kopklepmotor met vier cilinders. Het vermogen wordt aan de achteras overgedragen door een volledig gesynchroniseerde handgeschakelde vierversnellingsbak. Het 12V-elektrische systeem wordt door een gelijkstroomdynamo van energie voorzien. De koeling van de motor kan worden geregeld met een jaloezie die van binnenuit kan worden bediend.